# Фридженто
Фридженто (итал. Frigento) — коммуна в Италии, располагается в регионе Кампания, в провинции Авеллино.
Население составляет 4125 человек, плотность населения составляет 111 чел./км². Занимает площадь 37 км². Почтовый индекс — 83040. Телефонный код — 0825.
Покровителем коммуны почитается святой Маркиан из Фридженто. Праздник ежегодно празднуется 14 июня.